# Kabala (Sierra Leone)
Pour les articles homonymes, voir Kabala.
Kabala est une ville située dans la province du Nord, en Sierra Leone.

## Source
- (en) Cet article est partiellement ou en totalité issu de l’article de Wikipédia en anglais intitulé « Kabala, Sierra Leone » (voir la liste des auteurs).